# لياندرو ريكينا
لياندرو ريكينا (بالإسبانية: Leandro Requena)‏ هو لاعب كرة قدم أرجنتيني في مركز حراسة المرمى، ولد في 11 سبتمبر 1987 في Santa María Department, Córdoba ‏ في الأرجنتين. لعب مع Sportivo Patria ‏.

## وصلات خارجية
- لياندرو ريكينا على موقع قاعدة بيانات كرة القدم.إي يو (الإنجليزية)
- لياندرو ريكينا على موقع Soccerway.com (الإنجليزية)